# سيغابا

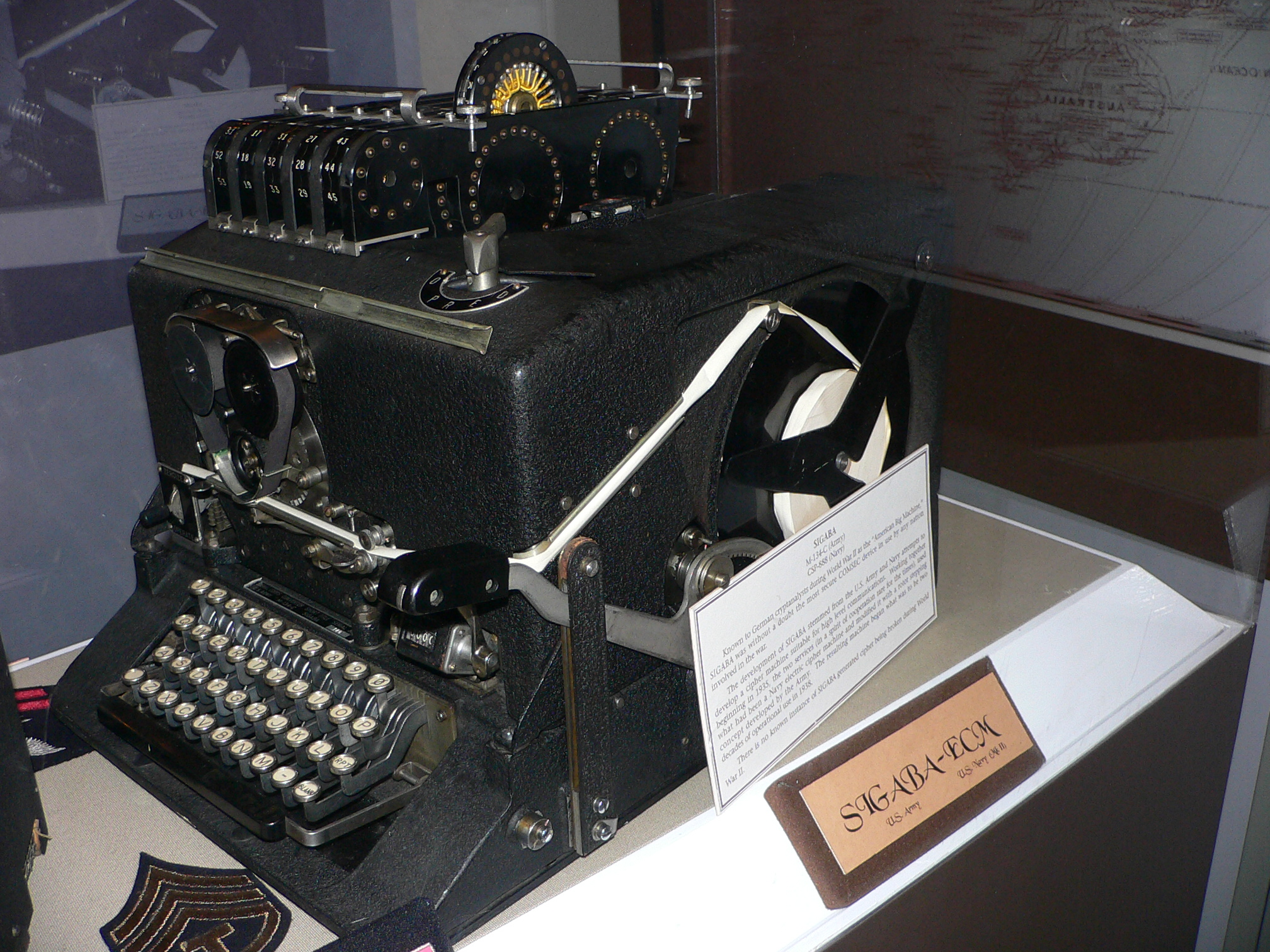
آلة تشفير SIGABA في المتحف الوطني للتشفير ، مع مجموعة دوارة قابلة للإزالة في الأعلى

في تاريخ التشفير ، كان ECM Mark II عبارة عن آلة تشفير استخدمتها الولايات المتحدة لتشفير الرسائل منذ الحرب العالمية الثانية حتى الخمسينيات من القرن العشرين. كانت الآلة تُعرف أيضًا باسم SIGABA أو Converter M-134 من قبل الجيش، أو CSP-888/889 من قبل البحرية، وتم تسمية الإصدار المعدل للبحرية باسم CSP-2900 .llllllllll في تاريخ التشفير ، كانت ECM Mark II عبارة عن آلة تشفير استخدمتها الولايات المتحدة لتشفير الرسائل خلال فترة ما بعد الحرب العالمية الثانية وحتى خمسينيات القرن العشرين. عُرفت هذه الآلة أيضًا باسم SIGABA أو Converter M-134 من قبل الجيش الأمريكي، وبالاسمين CSP-888/889 من قبل البحرية الأمريكية، بينما أُطلق على النسخة المعدلة التي استخدمتها البحرية اسم CSP-2900.
مثل العديد من آلات التشفير في ذلك العصر، اعتمدت ECM Mark II على نظام كهروميكانيكي من الدوارات (rotors) لتشفير الرسائل. ومع ذلك، تميزت بعدد من التحسينات الأمنية مقارنة بالتصاميم السابقة. والجدير بالذكر أنه لم يُكشف علنًا عن أي نجاح في حليل شفرة هذا الجهاز خلال فترة خدمته الطويلة.

## تاريخ

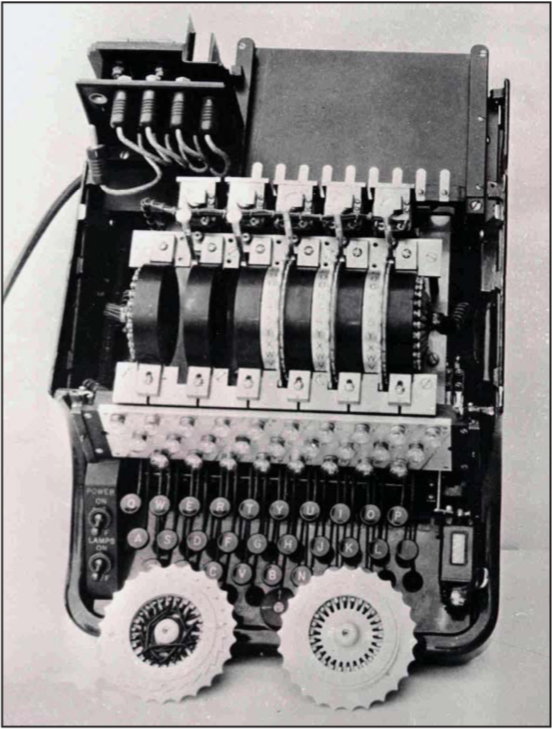
محول M-134، بدون قارئ شريط ورقي

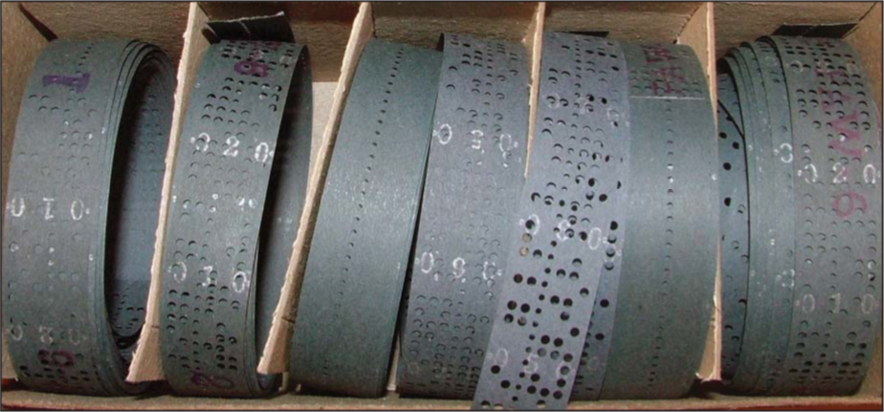
شريط مفاتيح للـM-134

كان واضحًا لخبراء التشفير في الولايات المتحدة قبل الحرب العالمية الثانية أن الحركة الميكانيكية ذات الخطوة الواحدة للدوارات (كما في حالة آلة هيبرن (Hebern machine) على سبيل المثال) يمكن أن يستغلها المهاجمون. وفي حالة آلة إنجما (Enigma machine) الشهيرة، كان من المفترض أن تُعطَّل هذه الهجمات عن طريق تغيير مواقع الدوارات إلى مواقع عشوائية في بداية كل رسالة جديدة. لكن تبين أن هذا الإجراء لم يكن آمنًا بالقدر الكافي، حيث تمكن محللو الشفرات من فك شفرات رسائل إنجما الألمانية بشكل متكرر خلال الحرب العالمية الثانية.
قام ويليام فريدمان (William Friedman)، مدير جهاز استخبارات الإشارات في الجيش الأمريكي ، بتصميم نظام يهدف إلى معالجة هذا الضعف من خلال جعل حركة الدوارات عشوائية بشكل حقيقي. ويتكون تعديله من قارئ شريط ورقي مأخوذ من الطباعة عن بعد ومتصل بجهاز صغير يحتوي على "مجسات" معدنية موضوعة بحيث يمر التيار الكهربائي عبر الثقوب الموجودة في الشريط. عند الضغط على حرف على لوحة المفاتيح، تُرسل الإشارة عبر الدوارات كما هو الحال في آلة إنيجما، مما ينتج نسخة مشفرة. بالإضافة إلى ذلك، سيتدفق التيار أيضًا عبر ملحق شريط الورق، وأي ثقوب موجودة في الشريط في موقعه الحالي ستتسبب في دوران الدوار المقابل، ثم يتقدم شريط الورق بمقدار موضع واحد. وعلى النقيض من ذلك، كانت آلة إنجما تدور دواراتها بمقدار موضع واحد مع كل ضغطة مفتاح، وهي حركة أقل عشوائية بكثير. طُرح التصميم الناتج في إنتاج محدود تحت اسم M-134 Converter، وتضمنت إعدادات الرسالة موضع الشريط وإعدادات لوحة التوصيل التي تحدد خط الثقوب على الشريط الذي يتحكم في الدوارات. ومع ذلك، ظهرت بعض المشاكل العملية عند استخدام أشرطة الورق الهشة في الظروف الميدانية.
ثم توصل شريك ويليام فريدمان، فرانك روليت (Frank Rowlett)، إلى طريقة مختلفة لتحريك الدوارات، وذلك باستخدام مجموعة أخرى من الدوارات. في تصميم روليت، كان يجب إنشاء كل دوار بحيث يتم توليد ما بين إشارة خرج واحدة إلى أربع إشارات، مما يؤدي إلى تقدم واحد أو أكثر من دوارات التشفير الرئيسية (عادةً ما يكون للدوارات القياسية خرج واحد لكل إدخال). نظرًا لمحدودية التمويل المتاح لتطوير التشفير في الولايات المتحدة قبل الحرب العالمية الثانية، قام فريدمان وروليت ببناء سلسلة من الأجهزة "الإضافية" التي أطلق عليها اسم SIGGOO (أو M-229) والتي تم استخدامها مع أجهزة M-134 الموجودة بدلاً من قارئ الشريط الورقي. كانت هذه الأجهزة عبارة عن صناديق خارجية تحتوي على مجموعة من ثلاثة دوارات، حيث كانت خمسة من المدخلات نشطة، كما لو أن شخصًا ما ضغط على خمسة مفاتيح في نفس الوقت على جهاز إنجما، وكانت المخرجات "مجمعة" في خمس مجموعات أيضًا - أي أن جميع الحروف من A إلى E سيتم توصيلها معًا على سبيل المثال. بهذه الطريقة، سيتم توزيع الإشارات الخمس على جانب الإدخال بشكل عشوائي عبر الدوارات الثلاثة، وتخرج من الجانب الآخر بقوة في أحد الخطوط الخمسة. وبذلك أصبح من الممكن التحكم في حركة دوارات التشفير الرئيسية باستخدام رمز يومي، وتم الاستغناء عن شريط الورق. وقد أطلقوا على هذه المجموعة من الآلات اسم M-134-C.
في عام 1935، عرض فريدمان وروليت عملهما على جوزيف وينجر (Joseph Wenger)، وهو خبير تشفير في قسم OP-20-G في البحرية الأمريكية. ولم يحظَ هذا العمل باهتمام كبير في البحرية حتى أوائل عام 1937، عندما عرضه وينجر على القائد <b>لورانس سافورد</b> (Laurence Safford)، نظير فريدمان في مكتب الاستخبارات البحرية. أدرك سافورد على الفور الإمكانات الكبيرة للآلة، ثم قام هو والقائد سيلر (Siler) بإضافة عدد من التحسينات لجعل الآلة أسهل في التصنيع، مما أدى إلى ظهور Electric Code Machine Mark II (أو ECM Mark II)، والتي أنتجتها البحرية لاحقًا تحت اسم CSP-889 (أو 888).

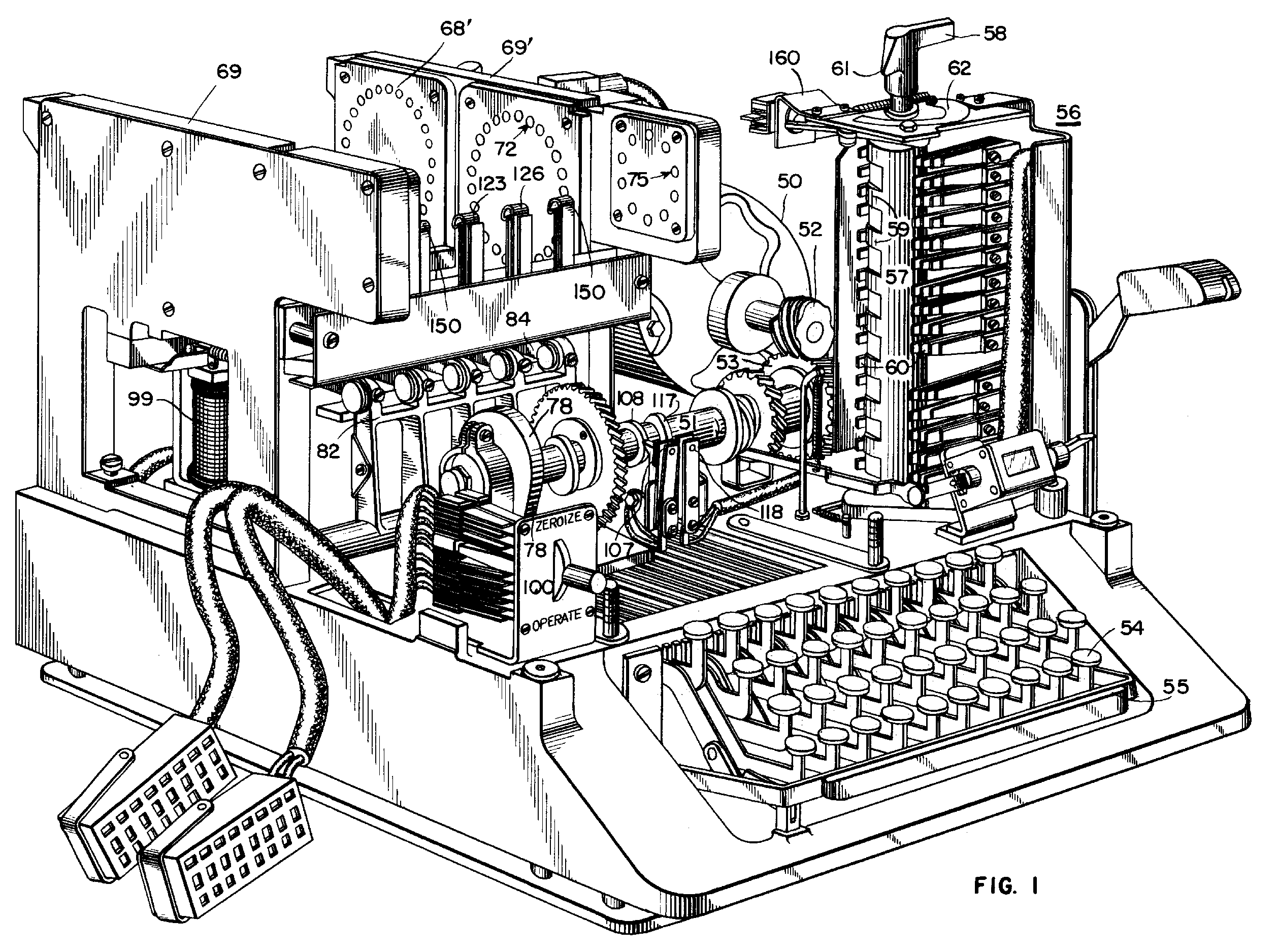
تم وصف SIGABA في ، والتي تم تقديمها في عام 1944 ولكن لم يتم إصدارها حتى عام 2001.

من المثير للدهشة أن الجيش الأمريكي لم يكن على علم بالتغييرات التي أُدخلت على نظام التشفير أو بإنتاجه على نطاق واسع، ولكن تم إطلاعه على هذا السر في أوائل عام 1940. وفي عام 1941، اتفق الجيش والبحرية على استخدام نظام تشفير مشترك يعتمد على هذه الآلة. وبعد ذلك بدأ الجيش في استخدامها تحت الاسم الرمزي SIGABA. وقد تم بناء ما يزيد قليلاً عن 10,000 وحدة من هذه الآلة. : ص. 152. :p. 152
في السادس والعشرين من يونيو عام 1942، توصل كل من الجيش والبحرية الأمريكية إلى اتفاق يقضي بعدم السماح بوضع آلات SIGABA في الأراضي الأجنبية إلا في المواقع التي يكون فيها أفراد عسكريون أمريكيون مسلحون قادرين على توفير الحماية اللازمة للآلة. كما تقرر عدم تزويد أي دولة حليفة أخرى بآلات SIGABA إلا إذا مُنع أفراد تلك الدولة من الوصول المباشر إلى الآلة أو تشغيلها، وأن يتم تشغيلها حصريًا من قبل ضابط اتصال أمريكي مُكلف بهذه المهمة.

## وصف

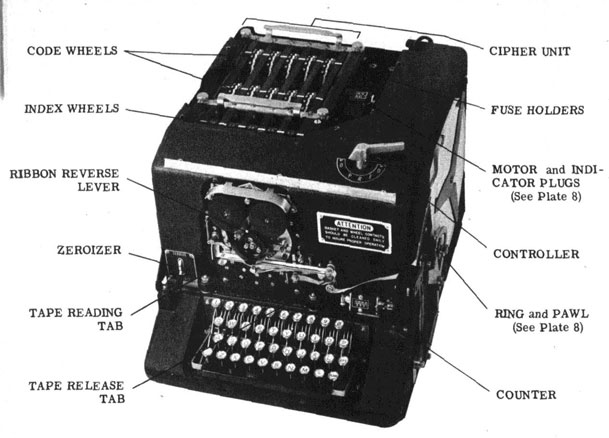
سيجابا

تشابهت آلة SIGABA مع آلة إنجما في المبدأ الأساسي لعملها، حيث استخدمت سلسلة من الدوارات لتحويل كل حرف من النص الأصلي إلى حرف مختلف في النص المشفر. ولكن على عكس آلة إنجما التي كانت تحتوي على ثلاثة دوارات فقط، اشتملت آلة SIGABA على خمسة عشر دوارًا ولم تستخدم دوارًا عاكسًا كما في إنجما.
تميزت آلة SIGABA بثلاث مجموعات من الدوارات، تحتوي كل مجموعة على خمسة دوارات. وكان عمل مجموعتين من هذه المجموعات هو المسؤول عن التحكم في حركة المجموعة الثالثة من الدوارات.
- تمت تسمية البنك الرئيسي المكون من خمسة دوارات بدوارات التشفير (الجيش) أو متاهة الأبجدية (البحرية) وكان لكل دوار 26 جهة اتصال. كان هذا التجميع يتصرف بشكل مشابه لآلات الدوار الأخرى، مثل Enigma؛ عندما يتم إدخال حرف نص عادي، تدخل إشارة إلى جانب واحد من البنك وتخرج من الجانب الآخر، للدلالة على حرف النص المشفر. على عكس إنيجما، لم يكن هناك عاكس.
- تمت تسمية البنك الثاني المكون من خمسة دوارات بدوارات التحكم أو المتاهة المتدرجة. وكانت هذه أيضًا عبارة عن دوارات ذات 26 اتصالًا. استقبلت دوارات التحكم أربع إشارات في كل خطوة. بعد المرور عبر دوارات التحكم، تم تقسيم المخرجات إلى عشر مجموعات بأحجام مختلفة، تتراوح من 1 إلى 6 أسلاك. تتوافق كل مجموعة مع سلك الإدخال لمجموعة الدوارات التالية.
- تم تسمية البنك الثالث من الدوارات بدوارات الفهرس . كانت هذه الدوارات أصغر حجمًا، وتحتوي على عشرة جهات اتصال فقط، ولم تتدرج أثناء التشفير. بعد المرور عبر دوارات الفهرس، سيكون هناك طاقة في واحد إلى أربعة من خمسة خطوط إخراج. ثم قاموا بتدوير دوارات الشفرة.

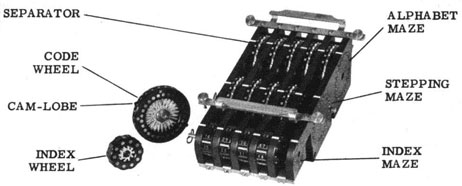
الدوارات (العجلات) ووحدة الدوار

تميزت آلة SIGABA بقدرتها على تحريك واحد أو أكثر من دواراتها الرئيسية بطريقة معقدة وعشوائية. وقد جعلت هذه الميزة الهجمات التي كانت ناجحة في كسر آلات الدوارات الأخرى ذات الحركة المنتظمة والبسيطة (مثل إنجما) أكثر صعوبة وتعقيدًا. فحتى في حال توفر النص الأصلي والنص المشفر المقابل، كان هناك عدد كبير من الإعدادات المحتملة للتشفير، مما جعل عملية تحديد الإعدادات المستخدمة أمرًا بالغ الصعوبة.
على الجانب السلبي، كانت SIGABA أيضًا كبيرة، وثقيلة، ومكلفة، وصعبة التشغيل، ومعقدة ميكانيكيًا، وهشة. لم يكن الجهاز عمليًا على الإطلاق مثل جهاز إنجما، الذي كان أصغر حجمًا وأخف وزنًا من أجهزة الراديو التي كان يستخدم بها. وقد انتشر استخدامه على نطاق واسع في غرف الراديو على متن سفن البحرية الأميركية، ولكن نتيجة لهذه المشاكل العملية لم يعد من الممكن استخدام SIGABA في الميدان. وفي معظم المسارح، تم استخدام أنظمة أخرى بدلاً من ذلك، وخاصة للاتصالات التكتيكية. وكان أحد أشهر هذه الاستخدامات هو استخدام أجهزة التحدث بالشفرات لدى قبيلة نافاجو في الاتصالات الميدانية التكتيكية في مسرح المحيط الهادئ. وفي مسارح أخرى، تم استخدام آلات أقل أمانًا، ولكنها أصغر حجمًا وأخف وزنًا وأكثر قوة، مثل M-209 . على الرغم من مدى روعة نظام SIGABA، إلا أنه كان مبالغًا فيه فيما يتعلق بالاتصالات التكتيكية. ومع ذلك، ظهرت مؤخرًا أدلة جديدة تشير إلى أن شفرة M-209 تم فكها من قبل محللي الشفرات الألمان أثناء الحرب العالمية الثانية ممممممممممممممممم.

## عملية

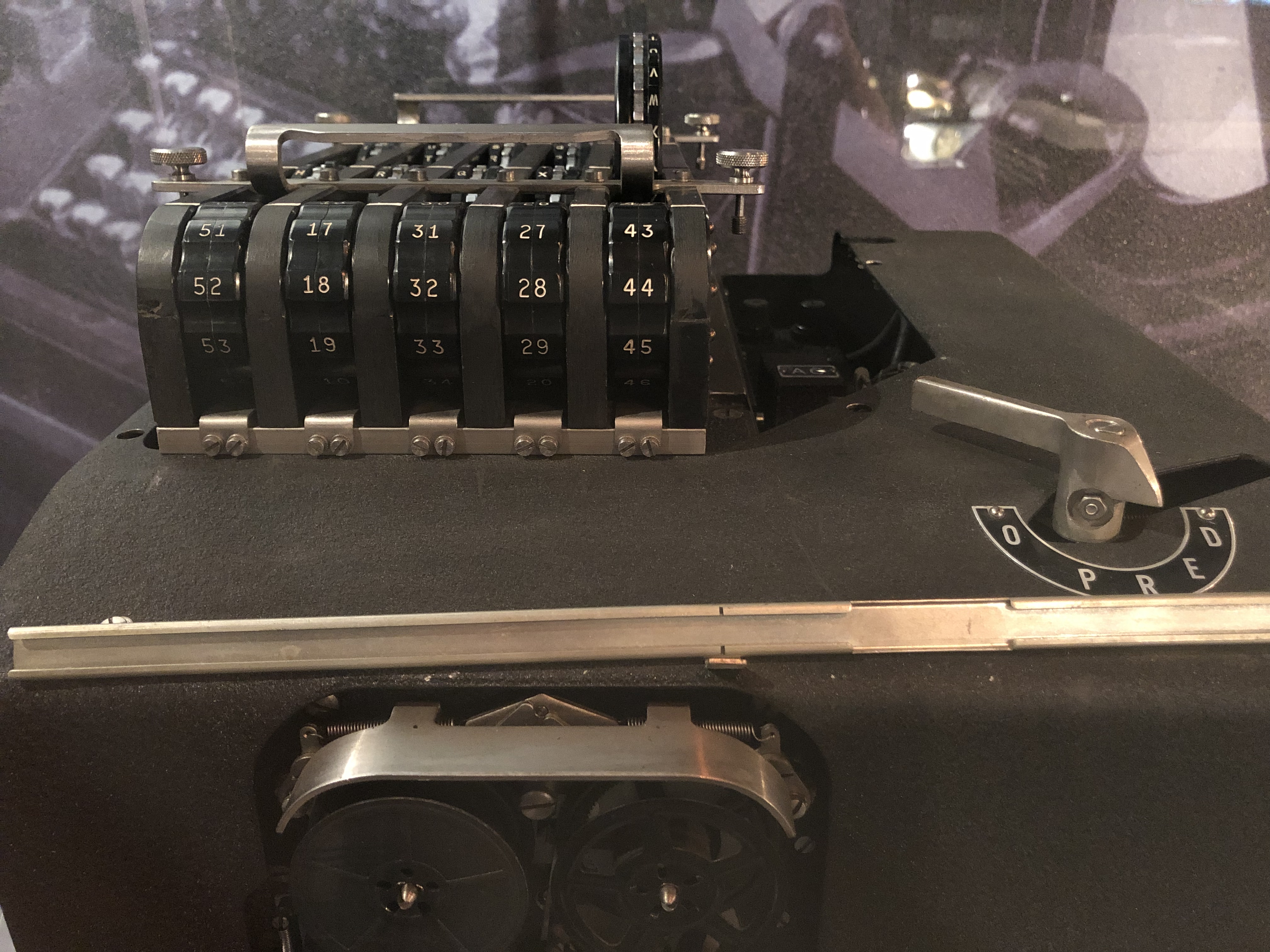
منظر علوي لـ SIGABA يظهر مجموعة الدوار ومفتاح التحكم

نظرًا لأن آلة SIGABA لم تكن تحتوي على عاكس كما في آلة إنجما، فقد كان من الضروري وجود مفتاح يحتوي على 26 قطبًا أو أكثر لتغيير مسارات الإشارة عبر مجموعة دوارات الأبجدية بين وضعي التشفير وفك التشفير. تم تركيب مفتاح "التحكم" الطويل بشكل عمودي، وكان مقبضه موجودًا في الجزء العلوي من هيكل الآلة (كما هو موضح في الصورة). احتوى هذا المفتاح على خمسة أوضاع تشغيلية: O (إيقاف التشغيل)، P (نص عادي)، R (إعادة الضبط)، E (تشفير)، و D (فك التشفير).بالإضافة إلى وضعي التشفير (E) وفك التشفير (D) الأساسيين، كان هناك وضع النص العادي (P) الذي يقوم بطباعة كل ما يتم كتابته على لوحة المفاتيح مباشرة على شريط الإخراج دون تشفير. وكان هناك أيضًا وضع إعادة الضبط (R) الذي استُخدم لضبط مواقع الدوارات وإعادة الجهاز إلى الوضع الصفري. أما الوضع O فكان ببساطة لوضع إيقاف تشغيل الجهاز.كان الإعداد P يُستخدم بشكل خاص لطباعة المؤشرات ومجموعات التاريخ/الوقت على شريط الإخراج. وكان هذا هو الوضع الوحيد الذي يسمح بطباعة الأرقام. لم تتم أي عملية طباعة في الإعداد R، ولكن مفاتيح الأرقام كانت نشطة في هذا الوضع لتمكين زيادة قيم الدوارات يدويًا عند الحاجة.
خلال عملية التشفير في آلة SIGABA، كان الضغط على المفتاح "Z" ينتج الحرف "X" في النص المشفر، بينما كان الضغط على مفتاح المسافة يُدخل الحرف "Z" إلى مجموعة دوارات الأبجدية. وعند فك التشفير، كانت تسلسل الحرفين "AZ" يُطبع كمسافة. وكان من المتوقع أن يستنتج القارئ أن كلمة مثل "xebra" في رسالة تم فك تشفيرها هي في الواقع "zebra". كما كانت الطابعة الملحقة بالآلة تضيف تلقائيًا مسافة بين كل مجموعة من خمسة أحرف أثناء عملية التشفير.
كانت آلة SIGABA تُضبط على الوضع الصفري عندما كانت جميع دوارات الفهرس تُظهر الرقم صفر في موضع الترتيب الأدنى، وكانت جميع دوارات الأبجدية والرمز مضبوطة على الحرف "O". وقد احتوى كل دوار على حدبة (cam) ميكانيكية كانت تتسبب في توقف الدوار في الموضع الصحيح أثناء عملية الضبط على الصفر.
تم تصميم جميع دوارات SIGABA بحيث توضع في إطار قابل للإزالة يتم تثبيته بإحكام بواسطة أربعة براغي إبهام. وقد سهّل هذا التصميم تخزين المكونات الأكثر حساسية في الآلة في خزائن أكثر أمانًا وإمكانية التخلص منها بسرعة في البحر أو تدميرها بطرق أخرى في حالة وجود تهديد بالوقوع في الأسر. كما أتاح هذا الإطار إمكانية التبديل السريع للآلة بين الشبكات التي تستخدم ترتيبات دوارة مختلفة.احتوت الرسائل المشفرة على مؤشرين مكونين من 5 أحرف لكل منهما: مؤشر خارجي (external indicator) يحدد النظام المستخدم وتصنيف الأمان الخاص بالرسالة، و مؤشر داخلي (internal indicator) يحدد الإعدادات الأولية للرموز ودوارات الأبجدية. وتضمنت القائمة الرئيسية إعدادات دوارة فهرس منفصلة لكل تصنيف أمان. وقد ساهم هذا الإجراء في منع استخدام الرسائل ذات التصنيف الأمني الأدنى كأداة لتحليل أو مهاجمة الرسائل ذات التصنيف الأمني الأعلى.
كان لدى كل من البحرية والجيش الأمريكيين إجراءات مختلفة لإنشاء المؤشر الداخلي (internal indicator) لآلة SIGABA.بدأ كلا النظامين بإعادة ضبط الجهاز إلى الوضع الأولي (الصفر) وقيام المشغل باختيار سلسلة عشوائية مكونة من 5 أحرف لكل رسالة جديدة. ثم يتم تشفير هذه السلسلة لإنتاج المؤشر الداخلي.تضمنت قوائم المفاتيح الخاصة بالجيش إعدادًا أوليًا محددًا للدوارات كان يُستخدم لتشفير السلسلة العشوائية المكونة من 5 أحرف، وكان الناتج هو المؤشر الداخلي.أما مشغلو البحرية، فكانوا يستخدمون لوحة المفاتيح لزيادة أرقام الدوارات تدريجيًا حتى تتطابق مع السلسلة العشوائية المكونة من 5 أحرف. وخلال هذه العملية، كان دوار الأبجدية يتحرك، وكان موقعه النهائي هو المؤشر الداخلي.وفي حالة العمليات المشتركة بين الجيش والبحرية، كان يتم اتباع إجراءات الجيش لإنشاء المؤشر الداخلي.
تضمنت قوائم المفاتيح سلسلة اختبار ثابتة هي "26-30". وبعد إعادة ترتيب الدوارات وفقًا للمفتاح الحالي المحدد، كان على المشغل إعادة ضبط الجهاز إلى وضع البداية (الصفر)، ثم تشفير 25 حرفًا عشوائيًا يتبعها تشفير السلسلة "AAAAA". وكان من الضروري أن يتطابق النص المشفر الناتج عن الأحرف الخمسة "A" مع سلسلة التحقق "26-30" الموجودة في قائمة المفاتيح. وقد حذر الدليل من احتمالية وجود أخطاء مطبعية في قوائم المفاتيح، ونص على أنه في حال عدم التطابق التام، يُقبل تطابق مكون من أربعة أحرف فقط.
كما قدم الدليل إرشادات حول كيفية إنشاء سلاسل عشوائية لاستخدامها كمؤشرات للإعدادات الأولية للآلة. وقد تضمنت هذه الأساليب استخدام أوراق اللعب وقطع البوكر لإنتاج تسلسل عشوائي، واختيار الأحرف من النصوص المشفرة التي تم إنتاجها سابقًا، وحتى استخدام آلة SIGABA نفسها كمولد عشوائي للأحرف لإنتاج هذه المؤشرات. [1]

## حماية

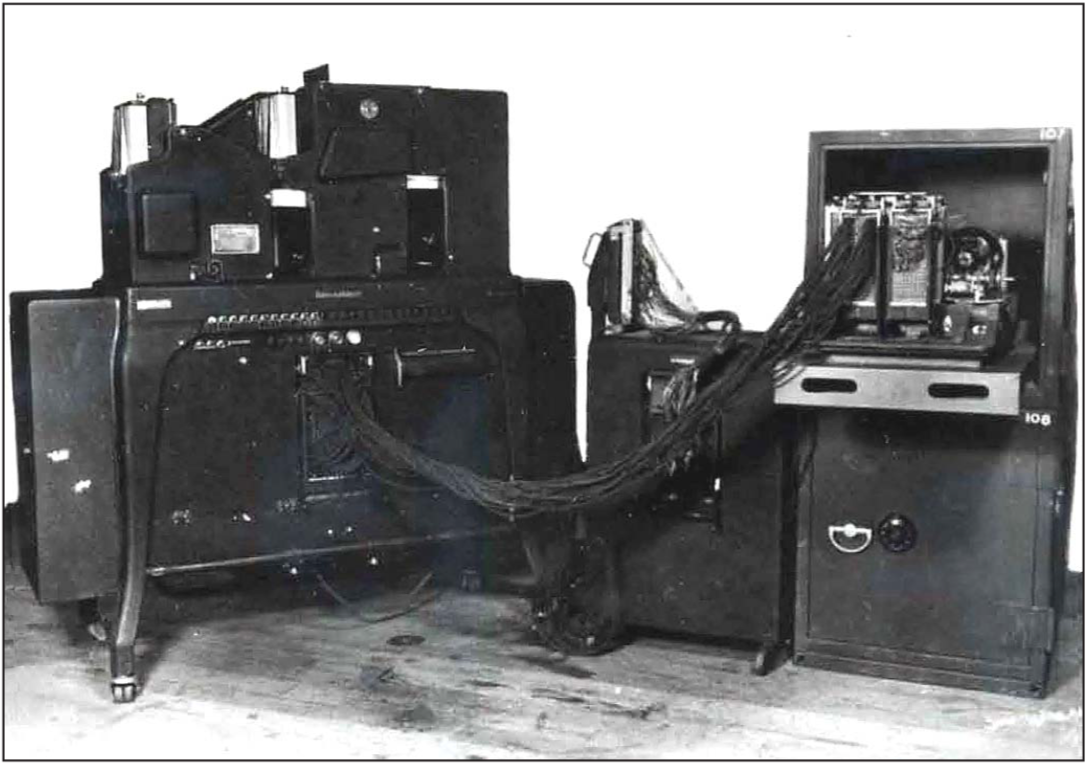
مولد مفاتيح لأجهزة تشفير SIGABA. في منشأة مركزية في واشنطن، أنتجت آلة دوارة على اليمين إعدادات يومية عشوائية لـ SIGABA، والتي تم تسجيلها على بطاقات مثقبة باستخدام آلة IBM 513 Reproducing Punch على اليسار. تمت طباعة مفاتيح شهر كامل على ورقة واحدة.

على الرغم من أن نظام SIGABA كان يعتبر آمنًا للغاية، إلا أن الولايات المتحدة استمرت في تطوير قدراته وتعزيزها طوال فترة الحرب العالمية الثانية، وذلك خشية أن يتمكن دول المحور من تحليل شفرات SIGABA. وعندما تمكن الحلفاء من اختراق رسائل آلة إنجما الألمانية وآلة التشفير من النوع B، تم فحص هذه الرسائل بدقة بحثًا عن أي إشارات تدل على أن قوات المحور كانت قادرة على قراءة رموز التشفير الأمريكية. كما تم استجواب أسرى الحرب من دول المحور بهدف الحصول على أي معلومات تشير إلى اختراق نظام التشفير الأمريكي. ولكن لم يتمكن الألمان ولا اليابانيون من تحقيق أي تقدم يُذكر في كسر شفرة SIGABA.فقد ذكرت رسالة تم فك تشفيرها تحت الرمز JN-A-20، والمؤرخة في 24 يناير 1942، والتي أُرسلت من الملحق البحري الياباني في برلين إلى نائب رئيس هيئة الأركان العامة البحرية اليابانية في طوكيو، أن "الجهود المشتركة اليابانية الألمانية لتحليل الشفرات" كانت "مرضية للغاية"، حيث "أظهر الألمان براعة تستحق الثناء وحققوا مؤخرًا بعض النجاح على أنظمة البحرية الإنجليزية"، لكنهم "يواجهون صعوبة في تطوير تقنيات ناجحة للهجوم على إعدادات شفرة 'العدو'". وفي رسالة أخرى تم فك تشفيرها أيضًا تحت الرمز JN-A-20، اعترف الألمان بأن تقدمهم في اختراق الاتصالات الأمريكية لم يكن مرضيًا. كما اعترف اليابانيون أيضًا في اتصالاتهم الخاصة بأنهم لم يحققوا أي تقدم حقيقي ضد نظام التشفير الأمريكي. وفي سبتمبر 1944، ومع تقدم قوات الحلفاء بثبات على الجبهة الغربية، سجلت مذكرات الحرب لمجموعة الاستخبارات الإشارية الألمانية ما يلي: "حركة مرور أمريكية مكونة من 5 أحرف: توقف العمل لأنه غير مُجدٍ في الوقت الحالي".
كانت أنظمة SIGABA تخضع لإجراءات أمنية مشددة للغاية في جميع الأوقات، مع تخصيص خزائن منفصلة لقاعدة النظام ومجموعة عجلة التعليمات البرمجية. ومع ذلك، وقع حادث واحد مؤسف حيث فُقدت إحدى الوحدات لفترة من الوقت. ففي الثالث من فبراير عام 1945، سُرقت شاحنة كانت تحمل نظام SIGABA في ثلاث خزائن بينما كان الحراس المكلفون بحراستها يزورون بيت دعارة في مدينة كولمار المحررة حديثًا في فرنسا التي تم تحريرها حديثًا. وقد أصدر الجنرال أيزنهاور أمرًا بإجراء بحث مكثف، والذي أدى في النهاية إلى العثور على الخزائن بعد ستة أسابيع في نهر قريب. :pp.510–512

## التوافق التشغيلي مع نظرائهم الحلفاء
أدت ضرورة التعاون بين القوات الأمريكية والبريطانية والكندية في تنفيذ العمليات العسكرية المشتركة ضد قوات المحور إلى الحاجة إلى نظام تشفير موحد يمكن استخدامه من قبل جميع قوات الحلفاء. وقد تحققت هذه الغاية بثلاث طرق مختلفة:

- أولاً، تم إنتاج محول ECM (CSP 1000)، والذي كان بالإمكان تركيبه على أجهزة التشفير التابعة للحلفاء، في ورشة إصلاح ECM في حوض واشنطن البحري. وقد بلغ إجمالي عدد الوحدات المنتجة من هذا المحول 3500 وحدة.

- ثانيًا، تم تكييف آلة SIGABA للعمل بشكل متبادل مع آلة بريطانية معدلة، وهي Typex. وقد عُرفت الآلة المشتركة باسم آلة التشفير المشتركة (Combined Cipher Machine - CCM)، وبدأ استخدامها منذ نوفمبر 1943. ونظرًا لارتفاع تكلفة إنتاجها، لم يتم تصنيع سوى 631 وحدة من هذا الطراز.

- ثالثًا، كانت الطريقة الأكثر شيوعًا والأكثر فعالية من حيث التكلفة هي استخدام المحول "X" الذي تم تصنيعه بواسطة شركة Teletype Corporation في شيكاغو. وقد تم تركيب ما مجموعه 4500 وحدة من هذه المحولات في مرافق الصيانة على مستوى المستودعات [5]

## روابط خارجية
- آلة التشفير الإلكترونية (ECM) Mark II نسخة محفوظة 19 ديسمبر 2010 على موقع واي باك مشين. بقلم ريتش بيكيلني
- محاكي SIGABA لنظام التشغيل Windows 32 بت
- مولد كتاب التعليمات البرمجية لإنشاء قوائم المفاتيح لمحاكي Sigaba (Windows 98->Win 11)
- ECM Mark II، المعروف أيضًا باسم SIGABA وM-134-C وCSP-889 — بواسطة جون سافارد
- تحليل تشفير SIGABA ، مايكل لي، جامعة كاليفورنيا سانتا باربرا، أطروحة ماجستير، 2003
- آلة تشفير SIGABA ECM - فكرة رائعة
- هجوم عملي على SIGABA بقلم جورج لاسري